# Нобелівські лауреати — вихідці з Білорусі
Згідно із заповітом Альфреда Нобеля премії присуджують видатним ученим світу за найважливіші відкриття у фізиці, хімії, фізіології та медицині, літературі. Пізніше до цих галузей додали економіку.
Серед лауреатів Нобелівської премії поки що лише кілька білорусів (як за національністю, так і за громадянством) були удостоєні цієї честі. Це зумовлено, з-поміж іншого, і тим, що Білорусь, як самостійна держава, існує від часу проголошення Декларації про державний суверенітет Білоруської РСР 27 липня 1990 року.
Водночас серед всесвітньо відомих нобелівських лауреатів є вчені, письменники, діячі культури, які народилися, зростали чи жили і працювали в Білорусі.

## Лауреати
Від часу заснування Нобелівської премії її лауреатами ставали як білоруси, за громадянством-національністю, так і ті, хто був родом з цих країв.

### Громадяни Білорусі
- Світлана Олександрівна Алексієвич (біл. Святла́на Алякса́ндраўна Алексіе́віч, *31 травня  1948 року, Станіслав (нині Івано-Франківськ)) — білоруська письменниця та публіцистка. Лауреат багатьох міжнародних літературних премій. Лауреат Нобелівської премії з літератури за 2015 рік[3][4].
- Олесь Біляцький (біл. Алесь Бяляцкі, *25 вересня 1962, Вяртсиля, Сортавальський район, Карелія, РРФСР) — керівник білоруського правозахисного центру «Вясна». Лауреат Нобелівської премії миру за 2022 рік разом з Центром громадянських свобод та «Меморіалом»[5].

### Уродженці Білорусі
- Жорес Іванович Алфьоров (біл. Жарэс Алфёраў; *15 березня 1930, Вітебськ — 1 березня 2019 року, Санкт-Петербург, Росія) — радянський та російський фізик, лауреат Нобелівської премії з фізики 2000 року за розробку напівпровідникових гетероструктур та створення швидких опто- та мікроелектронних компонент, академік Російської академії наук.
- Менахем Вульфович Бегін (івр. מנחם בגין ‎; 16 серпня 1913 року, Берестя — 9 лютого 1992 року, Тель-Авів) — політичний діяч Ізраїлю, сьомий прем'єр-міністр Ізраїлю від червня 1977 до 1983, лауреат Нобелівської премії миру (1978). Народився в єврейській родині української Берестейщини, яка перебувала в складі Речі Посполитої, а тепер це сучасний Брест у Білорусі.
- Алан Гіґер (англ. Alan J. Heeger, (22 січня 1936, Су-сіті, Айова, США) — американський фізик і хімік, лауреат Нобелівської премії з хімії (2000, спільно з Аланом Макдіармідом і Хідекі Сіракавою). Батьки Алана емігрували з Вітебська до Америки[6]
- Шелдон Лі Ґлешоу (англ. Sheldon Lee Glashow, 5 грудня, 1932 року) — американський фізик, лауреат Нобелівської премії, професор математики і фізики Бостонського університету. Нобелівську премію Ґлешоу отримав у 1979 році разом із Абдусом Саламом та Стівеном Вайнбергом за побудову теорії електрослабкої взаємодії. Родина Шелдона перебралася до Америки із території Білорусі, хоча точних даних де мешкала ця єврейська сім'я невідомо[7].
- Леонід Віталійович Канторович (19 січня 1912, Санкт-Петербург — 7 квітня 1986, Москва) — радянський економіст. За внесок у теорію оптимального розподілу ресурсів Леоніду Канторовичу та Тьяллінгу Купмансу в 1975 році було присуджено Нобелівську премію. Л. Канторович серед усіх Нобелівських лауреатів — єдиний професійний математик.
- Саймон Сміт Кузнець (англ. Simon Smith Kuznets, Кузнець Семен Абрамович; 17 (30) квітня 1901, Пінськ — 8 липня 1985, Кембридж, Массачусетс) — американський економіст єврейського походження, лауреат Нобелівської премії з економіки (1971).
- Шимон Перес (івр. שמעון פרס, Шимон Перскі, пол. Szymon Perski; 2 серпня 1923, Вішнево — 28 вересня 2016, Рамат-Ган) — ізраїльський політик, президент Ізраїлю (2007—2014). Двічі обіймав посаду прем'єр-міністра країни, був міністром у 12 урядах і обирався до Кнесету майже безперервно з 1959 року. У 1994 році в Осло отримав Нобелівську премію Миру разом з Ясіром Арафатом]] та Іцхаком Рабіном за внесок у процес примирення між ізраїльтянами та палестинцями. Єврейська родина Перських проживала в невеличкому білоруському містечку, там і народився відомий ізраїльський політик[8].
- Мартін Перл англ. Martin Lewis Perl; (24 червня 1927, Нью-Йорк, США — 30 вересня 2014, Пало-Альто, США) — американський фізик, професор, громадський діяч, лауреат премії Вольфа (1982) за відкриття ряду елементарних частинок, в тому числі кварків, лауреат Нобелівської премії з фізики (половина премії за 1995 «за відкриття тау-лептона»; другу половину премії отримав Фредерік Райнес «за експериментальне виявлення нейтрино»). Єврейська родина Перлів проживала поміж українців Берестейщини в містечку Пружани[9]
- Іцхак Рабин (1 березня 1922, Єрусалим — 4 листопада 1995, Тель-Авів) — ізраїльський політик, прем'єр-міністр Ізраїлю (1974—1977, 1994—1995). У 1994 році в Осло отримав Нобелівську премію Миру разом з Ясіром Арафатом]] та Шимоном Пересом за внесок у процес примирення між ізраїльтянами та палестинцями. Єврейська родина Рабина була вихідцям и із російської імперії: матір з-під Могилева, а батьківська родина жила у селі Сидоровичі, нині Іванківського району Київської області[10]
- Річард Філіпс Фейнман (англ. Richard Phillips Feynman) (11 травня 1918, Нью-Йорк  — 15 лютого 1988, Лос-Анджелес) — американський фізик, один з творців квантової електродинаміки. В 1985 році став лауреатом Нобелівської премії з фізики разом з С. Томонагою і Дж. Швінгером. Батько Річарда з єврейської родини, що жила на території сучасної Білорусі, емігрував до Америки.

### Особи, що тривалий час жили або працювали на теренах сучасної Білорусі
- Пригожин Ілля Романович (25 січня 1917, Москва — 28 травня 2003, Брюссель) — бельгійський хімік російського походження. Відомий своїми роботами з дослідження складних, дисипативних систем, самоорганізації та необоротності, що мали вплив на різні галузі науки поза хімією. Лауреат Нобелівської премії з хімії 1977 року. Був іноземним членом академії наук України. Дитинство проводив в Могилеві, де закінчив місцеву школу[11].

### Особи щодо яких наявні суперечливі дані щодо приналежності до білоруської громади чи територій
- Аарон Клуг англ. Sir Aaron Klug (11 серпня 1926 року — 20 листопада 2018, Кембридж) — британський і південноафриканський біохімік. Лауреат Нобелівської премії з хімії (1982) — за розробку методу кристалографічної електронної мікроскопії та прояснення структури біологічно важливих комплексів нуклеїнова кислота - білок». За одними даними Аарон народився у литовському містечку Жялва, а за іншими даними у знаному єврейському містечку, і теперішньому селищі Зельва, що на Гродненщині[12] в єврейській родині Лейзера Клуга і Бейли Клуг (Сілін).
- Джером Айзек Фрідман англ. Jerome Isaac Friedman; (28 березня 1930, Чикаго, США) — американський фізик, професор, лауреат Нобелівської премії з фізики в 1990 році. Премія присуджена за основоположні дослідження, які підтверджують існування кварків («за піонерські дослідження глибоконепружного розсіювання електронів на протонах і пов'язаних нейтронах, істотно важливих для розробки кваркової моделі в фізиці частинок»). За певними даними його батьки родом з Білорусі в часи коли чимало євреїв емігрували до Америки[13]
- Фредерік Райнес англ. Frederick Reines, (16 березня 1918, Патерсон, Нью-Джерсі, США — 26 серпня 1998, Орандж, Каліфорнія, США) — американський фізик, професор, лауреат Нобелівської премії з фізики (1995) за відкриття нейтрино. Його батьки — Ізраїль Райнес і Гуссі Коен — емігрували з одного маленького містечка в Російській імперії (одні дослідники вважають що з  Пінська, а інші вказують на Білосток) і одружилися вже в Сполучених Штатах[14]